# Ribes kunthii
Ribes kunthii là một loài thực vật có hoa trong họ Grossulariaceae. Loài này được Berland. miêu tả khoa học đầu tiên năm 1826.